# Gmina Gorzów Śląski
Die Gmina Gorzów Śląski [ˈgɔʒuf ˈɕlõsci] ist eine Stadt- und Landgemeinde im Powiat Oleski der Woiwodschaft Opole in Polen. Ihr Sitz ist die Stadt Gorzów Śląski (deutsch Landsberg O.S.) mit 2460 Einwohnern (2016).

## Geographie
Die Gemeinde liegt im äußersten Norden der Woiwodschaft Opole und grenzt an die Woiwodschaft Łódź. Die Kreisstadt Olesno ist fünfzehn und Opole etwa 60 Kilometer entfernt. Zu den Gewässern gehört die Prosna, ein Zufluss der Warthe.
Die Gemeinde ist durch die Droga krajowa 45 (DK 45) und die Droga wojewódzka 487 (DW 487) an das überregionale Straßennetz angebunden.

## Gliederung
Die Stadt- und Landgemeinde Gorzów Śląski umfasst ein Gebiet von 154,1 km² mit etwa 7200 Einwohnern. Zu ihr gehören neben der namensgebenden Stadt die Dörfer:
- Budzów (Busow, 1936–1945: Forstfelde)
- Dębina (Dupine, 1936–1945: Kostberg)
- Goła (Gohle)
- Jamy (Jamm, 1936–1945: Weidental)
- Jastrzygowice (Jastrzigowitz, 1936–1945: Hartwigsdorf)
- Kobyla Góra (Wesendorf)
- Kozłowice (Koselwitz, 1936–1945 Josefshöhe)
- Krzyżanowice (Krysanowitz, 1936–1945: Kreuzhütte)
- Nowa Wieś (Neudorf)
- Pakoszów (Donnersmark)
- Pawłowice (Paulsdorf)
- Skrońsko (Skronskau, 1936–1945: Buchental)
- Uszyce (Uschütz, 1936–1945: Wittenau) und
- Zdziechowice (Seichwitz, 1936–1945: Richterstal) mit
  - Dobijacz (Dobiatz, 1936–1945: Berghütte)

## Politik

### Bürgermeister
An der Spitze der Gemeindeverwaltung steht der Bürgermeister. Seit 2006 war dies Artur Tomala von der Deutschen Minderheit, der 2024 nicht mehr kandidierte. Zu seinem Nachfolger wurde Rafał Kotarski vom Wahlkomitee „Kooperation“ gewählt, der bei der turnusgemäßen Wahl im April 2024 ohne Gegenkandidaten 93,7 % der Stimmen erhielt.
Die turnusmäßige Wahl im Oktober 2018 brachte folgendes Ergebnis:
- Artur Tomala (Wahlkomitee Deutsche Minderheit) 43,6 % der Stimmen
- Kryspin Nowak (Wahlkomitee „Wir wirken lokal“) 37,4 % der Stimmen
- Agnieszka Bachowska (Prawo i Sprawiedliwość) 19,0 % der Stimmen

In der daraufhin notwendigen Stichwahl wurde Tomala mit 58,3 % der Stimmen gegen seinen Gegenkandidaten Nowak wiedergewählt.

### Stadtrat
Der Stadtrat besteht aus 15 Mitgliedern und wird direkt in Einpersonenwahlkreisen gewählt. Die Stadtratswahl 2024 führte zu folgendem Ergebnis:
- Schlesische Kommunalverwaltung (Deutsche Minderheit) 47,8 % der Stimmen, 6 Sitze
- Wahlkomitee „Kooperation“ 25,9 % der Stimmen, 8 Sitze
- Wahlkomitee „Koalition vom 15. Oktober – Wir wirken lokal“ 16,8 % der Stimmen, 1 Sitz
- Trzecia Droga (TD) 9,5 %, kein Sitz

Die Stadtratswahl 2018 führte zu folgendem Ergebnis:
- Wahlkomitee Deutsche Minderheit 41,6 % der Stimmen, 8 Sitze
- Wahlkomitee „Wir wirken lokal“ 35,5 % der Stimmen, 5 Sitze
- Prawo i Sprawiedliwość (PiS) 19,2 % der Stimmen, 1 Sitz
- Polskie Stronnictwo Ludowe (PSL) 3,1 % der Stimmen, 1 Sitz
- Übrige 0,6 %, kein Sitz